# Wohnhaus Am Weserdeich 56
Das Wohnhaus Am Weserdeich 56 an der Weser im niedersächsischen Elsfleth-Oberhammelwarden, im Landkreis Wesermarsch, stammt vom Ende des 18. oder Anfang des 19. Jahrhunderts.

Aktuell (2023) wird es als Wohnhaus genutzt.
Das Gebäude steht unter Denkmalschutz (siehe auch Liste der Baudenkmale in Elsfleth).

## Beschreibung
Das eingeschossige giebelständige massive verklinkerte Gebäude direkt hinter dem Deich, Ostgiebel in Fachwerk mit Steinausfachungen, mit reetgedecktem Krüppelwalmdach und Niedersachsengiebeln sowie Ladeluke über dem mittigen Eingang, wurde um 1800 (Inschrift verdeckt) gebaut.
Das Landesdenkmalamt befand: „… geschichtliche Bedeutung … als beispielhaftes und gut erhaltenes ländliches Wohnhaus der Zeit um 1800 …“